# Tim Hotte
Timothy Alwin Hotte (sinh ngày 4 tháng 10 năm 1963) là một cựu cầu thủ bóng đá người Anh thi đấu ở Football League cho Huddersfield Town, Halifax Town, Hull City và York City.